# Николай Журов

## Биография
Николай Семьонович Журов (1897-1935) е съветски пилот-изпитател. Загива при катастрофа със самолет АНТ-20 „Максим Горки“.

### Катастрофата
На 18 май 1935 г. Николай Журов[2] и пилотът от агитационната ескадрила Иван Михеев изпълняват демонстрационен и едновременно приемо-предавателен полет на самолета АНТ-20 „Максим Горки“. Съпровождащият полета с изтребител И-5 пилот Николай Благин по неустановени причини започва да изпълнява край АНТ-20 фигури от висшия пилотаж. При грешка при пилотирането, насочва изтребителя си към съпровождаемия самолет. Освен екипажа от 11 души, на борда на големия самолет са се намирали и 38 пасажера, повечето от които служители на ЦАГИ със семействата и децата си. Във втория съпровождащ самолет Р-5, пилотиран от В. Рибушкин, е летял кинооператор, запечатал на кинолента полета и катастрофата.
Според официалната версия (съобщение на ТАСС):
"Въпреки категоричната забрана за извършване на каквито и да е фигури от висшия пилотаж по време на съпровождането на самолета, пилотът Благин нарушава заповедта и започва да изпълнява забранени маневри в близост до самолета „Максим Горки“ на височина от 700 m. Излизайки от лупинг, Благин удря със самолета си „Максим Горки“. Вследствие на получените повреди от удара, въздушният гигант започва да се разрушава във въздуха и разпадайки се на части, пада върху вилното селище „Сокол“, в района на летището... При въздушния сблъсък загива пилотът Благин, управлявал тренировъчния самолет."
(Съобщение на ТАСС от 19 май 1935 г.)